# Gaskammer (Todesstrafe)

Verwendung der Gaskammer in den US-Bundesstaaten
Farblegende:
Zurzeit neben der Giftspritze als zweite Hinrichtungsart vorgesehen
In der Vergangenheit als Hinrichtungsart vorgesehen
Zu keinem Zeitpunkt als Hinrichtungsart vorgesehen

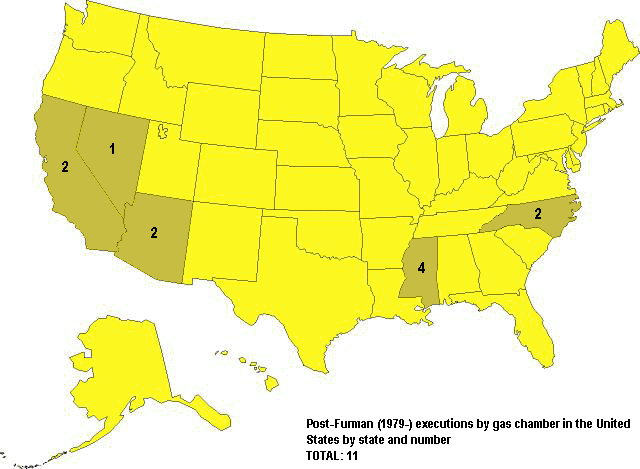
Hinrichtungen in der Gaskammer nach Wiederzulassung der Todesstrafe seit 1976 (erste 1979, bisher letzte 1999)

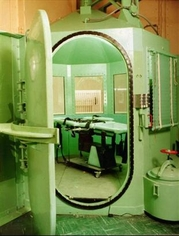
Die Gaskammer des Staates Kalifornien im San Quentin State Prison, derzeit umgebaut für Hinrichtungen mit der Giftspritze

In einigen Bundesstaaten der USA wurden Gaskammern zur Hinrichtung von verurteilten Straftätern verwendet. Gaskammern werden auch von der Demokratischen Volksrepublik Korea (Nordkorea) eingesetzt. Die Nutzung von Gaskammern für Hinrichtungen wird von der Nutzung für Massenmord unterschieden.

## Geschichte
Die Gaskammern stammen zumeist aus den 1920er und 1930er Jahren. Die Gaskammer wurde zum ersten Mal am 8. Februar 1924 in Carson City, Nevada, USA, verwendet, als der Chinese Gee Jon dort hingerichtet wurde.
Ab dem 1. Juni 1956 löste die Gaskammer in Maryland Erhängen als Todesstrafe ab. Der damalige Gouverneur Theodore McKeldin hatte kurz zuvor ein entsprechendes Gesetz unterschrieben. Die erste Vollstreckung in Maryland erfolgte am 29. Juni 1957 an dem zum Tode verurteilten Raubmörder Eddie Lee Daniels.
Am 2. Mai 1960 starb Caryl Chessman in der Gaskammer des San Quentin State Prison, nachdem seine Hinrichtung zuvor acht Mal verschoben worden war. Als das Gas aufstieg, klingelte das Telefon. Es war die Nachricht, die Hinrichtung zum neunten Mal aufzuschieben. Der leitende Beamte entschied sich aber dafür, weiterzumachen, weil die Hinrichtung zu weit fortgeschritten war, um sie noch zu stoppen.
Bis zum USA-weiten Vollstreckungsmoratorium, das im Sommer 1967 begann und Anfang 1977 endete, war die Gaskammer in elf Bundesstaaten als Hinrichtungsmethode vorgesehen. Unterdessen haben sechs davon (Colorado, Mississippi, Nevada, New Mexico, North Carolina, Oregon) zur Giftspritze als einzige Methode gewechselt. In Maryland wurde die Todesstrafe 2013 abgeschafft, allerdings nicht rückwirkend für bestehende Urteile.
Neben der Giftspritze ist die Gaskammer derzeit noch in fünf Bundesstaaten zugelassen, wobei hier unterschiedliche Vorschriften zum Tragen kommen. In Kalifornien kann der Verurteilte zwischen Spritze und Gastod wählen. In Arizona können vor dem 15. November 1992 Verurteilte zwischen Spritze und Gas wählen, für später Verurteilte ist die Spritze obligatorisch. Eine ähnliche Regelung besteht in Maryland: Hier können Delinquenten wählen, die ihr zum Todesurteil führendes Verbrechen vor dem 25. März 1994 begangen haben. Für alle anderen ist dagegen die Giftspritze vorgeschrieben. In Missouri bestehen beide Hinrichtungsarten nebeneinander, wobei im Gesetz nicht explizit festgelegt ist, ob im Einzelfall der Verurteilte oder die Staatsgewalt die Methode festlegt. In Wyoming ist die Gaskammer nur für den Fall vorgesehen, dass Gerichte die Giftspritze für verfassungswidrig erklären sollten.
Nach der Wiederaufnahme der Hinrichtungen seit 1977 sind insgesamt elf Personen in fünf Bundesstaaten (siehe Karte) durch Gas exekutiert worden. Der erste nach Wiederaufnahme der Todesstrafe Hingerichtete und bisher einzige im US-Bundesstaat Nevada, der in einer Gaskammer starb, war der 66-jährige Jesse Bishop. Der bisher letzte Mensch, der in den USA in einer Gaskammer hingerichtet wurde, war am 3. März 1999 der wegen Mordes verurteilte Deutsche Walter LaGrand im Bundesstaat Arizona. Er konnte zwischen Giftspritze und Gas wählen und hatte sich für die Gaskammer entschieden. Der Internationale Gerichtshof urteilte 2001, dass diese Hinrichtung, die trotz einer einstweiligen Anordnung seitens des IGH vollstreckt wurde, gegen das Völkerrecht verstieß.
Seit April 2015 ist in Oklahoma die Vergasung mit Stickstoff (N2) dann vorgesehen, wenn keine Giftinjektion möglich ist. Die erste Hinrichtung mit Stickstoff in den USA fand 2024 in Alabama statt. Der erste Hinrichtungsversuch an Kenneth Eugene Smith mit Giftspritze scheiterte. Da Smith ohne Betäubung erst nach einem mehrminütigen Todeskampf starb, kritisierten unter anderem die EU, UN und die US-Regierung das Vorgehen. Da weltweit kaum Erfahrung bezüglich der Methode existiert, bezeichneten einige Menschenrechtsaktivisten die Hinrichtung als Menschenversuch.

## Ablauf der Hinrichtung in den Vereinigten Staaten
Die Gaskammern der USA sind achteckige stählerne Kammern mit knapp drei Metern Durchmesser.
Der Verurteilte wird auf einen Stuhl im Inneren der Kammer geschnallt. Der obere Teil ist verglast, so dass die bei der Strafvollstreckung vorgeschriebenen Zeugen die Hinrichtung beobachten können. Anschließend wird die gasdichte Tür von außen verschlossen. Per Hebelbetätigung wird unter dem Sitz des Verurteilten eine chemische Reaktion zweier Komponenten – Schwefelsäure und Kaliumcyanid (Zyankali) – ausgelöst. Das Zyankali fällt in einen offenen Säurebehälter hinein, was das giftige Cyanwasserstoffgas (Blausäure) entstehen und sich verbreiten lässt. Amtliche und geladene Zeugen müssen den gesamten Prozess der Hinrichtung beobachten.
Nach der Vollstreckung bleibt der Hingerichtete noch etwa eine halbe Stunde in der Gaskammer, bevor das Gas abgesogen und frische Luft in den Raum hineingelassen wird. Die restlichen Chemikalien werden mit Wasser verdünnt und in die Kanalisation gepumpt. Daraufhin wird die Kammer geöffnet. Der Raum und der Körper müssen mit Ammoniak besprüht werden, denn auch jetzt ist das Berühren des Giftes, das sich in der Kleidung sowie auf der Haut des Verurteilten adsorbiert hat, lebensgefährlich. Danach stellt ein Arzt amtlich den Tod fest. Der Tote wird in einem speziellen Plastiksack dem Bestatter übergeben. Dieser Plastiksack darf nicht mehr geöffnet werden, da der Bestatter sich sonst einer potentiell tödlichen Vergiftung (aufgrund Desorption) aussetzen würde.

## Nutzung in Litauen 1937 bis 1940
Im Januar 1937 wurde in Litauen die Hinrichtung mit der Gaskammer eingeführt, nachdem zunächst Gift und Starkstrom in Betracht gezogen, aber wieder verworfen worden waren. Zuvor wurden Todesurteile mit dem Strang oder später de facto im militärischen Umfeld durch Erschießung durchgeführt. Nachdem es Widerstand der Soldaten gegeben hatte, als Henker eingesetzt zu werden, suchte das Parlament nach einer neuen Methode.
Mehrere Exekutionen mittels Gas in Litauen sind dokumentiert; die genauen Umstände nach der sowjetischen Besetzung ab Juni 1940 sind ungewiss.

## Nutzung in Nordkorea
Im 2012 geschlossenen Konzentrationslager Haengyŏng (auch bekannt als Camp 22) existierte eine Gaskammer, in der zum Tode Verurteilte hingerichtet wurden. Wissenschaftler konnten die Vergasungen durch eine Glasscheibe, die oberhalb der Gaskammer angebracht war, beobachten. Laut dem ehemaligen Militärattaché der nordkoreanischen Botschaft in Peking wurden ganze Familien zusammen hingerichtet. Die Gaskammer war 3,5 Meter breit, 3 Meter lang und 2,2 Meter hoch. Im Boston Globe wurden die Vergasungen in Nordkorea mit denen in Auschwitz verglichen, was auch im US-Kongress besprochen wurde.

## Wirkung
Das Cyanwasserstoffgas (HCN) wird eingeatmet; durch den Blutkreislauf wird es im Körper an alle Zellen verteilt und unterbindet die Zellatmung, wodurch nach ca. 60 Sekunden Krämpfe ausgelöst werden. Durch den Energiemangel (Adenosintriphosphat-Mangel) der Körperzellen kommt es zunächst zu Bewusstlosigkeit und dann zum Tod. Die Todeskandidaten verlieren meist nach 15 Sekunden bis zu einer Minute das Bewusstsein, und das Einsetzen von Krämpfen wird nicht mehr bewusst wahrgenommen. Wenn der Todeskandidat nicht (wie empfohlen) sofort tief einatmet, versagt der Atemapparat jedoch durch das Gift schneller als das Bewusstsein, weshalb es zu qualvollen Komplikationen kommt. In nicht seltenen Fällen tritt als Nebeneffekt ein, dass das Bewusstsein und damit das Schmerzempfinden des Gefangenen über einige Minuten hinweg noch erhalten bleiben und dieser starke Schmerzen erleidet, welche vergleichbar mit dem Erstickungstod sein können. Als weitere Komplikationen können daher sehr schmerzhafte Krämpfe oder hohe Adrenalinwerte und Milchsäurekonzentrationen auftreten.